# San Juan de Alicante
San Juan de Alicante (en valenciano y oficialmente Sant Joan d'Alacant) es un municipio español integrado en el área metropolitana de Alicante-Elche, en la provincia de Alicante (Comunidad Valenciana); su casco urbano dista ocho kilómetros del centro de la ciudad de Alicante. Cuenta con 23 915 habitantes (INE, 2019).
En el municipio se encuentra el Campus de Ciencias de la Salud de la Universidad Miguel Hernández y el Hospital Universitario San Juan de Alicante.

## Geografía
Integrado en la comarca de Campo de Alicante, se sitúa a 9 kilómetros del centro de la capital provincial. El término municipal está atravesado por la autovía de circunvalación de Alicante (A-70) y por la N-332, además de estar conectado con los municipios limítrofes de Campello, Alicante y Muchamiel.
San Juan de Alicante se encuentra en el centro geográfico de la comarca tradicional de la Huerta de Alicante. Se sitúa sobre un terreno prácticamente llano, oscilando la altitud entre los 100 m en el límite con Muchamiel (cerro El Calvario) y los 20 m al este, cerca de la costa. El casco urbano se alza a 40 m sobre el nivel del mar. El clima es suave y templado y el único río que cruza parte del término es el Monnegre o río Seco, que pasa por el norte, marcando el límite con Campello. 
| Noroeste: Muchamiel | Norte: Muchamiel y Campello | Noreste: Campello |
| Oeste: Muchamiel    |                             | Este: Campello    |
| Suroeste: Alicante  | Sur: Alicante               | Sureste: Alicante |

### Clima
San Juan de Alicante disfruta de una media de 180 días claros al año y goza de un clima de privilegio con unas temperaturas máximas de 17 °C en enero y unas mínimas de unos 7 °C. En agosto, la temperatura máxima suele rondar los 32 °C y la mínima los 21 °C.

## Historia
La historia de San Juan de Alicante está estrechamente relacionada con la de Alicante. Considerada como el corazón sentimental y geográfico de la fértil Huerta de Alicante, probablemente fue elegida como asentamiento por las antiguas civilizaciones que llegaron a estas tierras. Las primeras referencias encontradas en San Juan datan del siglo IV a. C., ya que en el año 2016 se pudieron recuperar unos restos arqueológicos compuestos por cerámicas ibéricas pintadas y estructuras hidráulicas que aparecieron en un solar en construcción situado entre la avenida Benidorm y la N-332. Los restos encontrados, también constataron la presencia de sigillatas itálicas datadas en torno al siglo I a. C. y un aes de bronce datado en torno al siglo IV d. C., lo que demuestra, que el área fue poblada de forma dispersa y continuada, aprovechando los recursos hídricos y las tierras fértiles de la zona.
En el año 2019, en la parcela situada en la C/ Mosén Pedro Mena con C/ San José, los estudios arqueológicos determinaron la presencia de restos arqueológicos romanos datados entre los s. IV-V d. C. compuestos por dos fosas con forma oblonga que contenían numerosos objetos cerámicos (cazuela, cuencos, jarras, platos, ánforas etc.) además de un cuchillo, un fragmento de plomo y una piedra de afilar junto con restos de un ovicáprido. Todo ello fue interpretado como una "Lustratio Agri", una ceremonia de origen griego para purificar los campos y asegurar las buenas cosechas. Este importante hallazgo contrasta notablemente con el hecho de que la población era mayoritariamente cristiana, sin embargo, todavía conservaban rituales de origen pagano, y más en un lugar como San Juan de Alicante en el que las lluvias son muy escasas.
Posteriormente, los árabes, procedentes del norte de África, llegaron a costas españolas. Las primeras noticias documentadas sobre la localidad datan del siglo XIV.
En Época musulmana Sant Juan estaría formada presumiblemente por 4 núcleos: Maigmona, Beniali, Benimagrell y Lloixa. Estos asentamientos no deberían ser muy poblados, pero si bien es cierto según diversas crónicas, existía una mezquita en los alrededores de la actual iglesia, posiblemente hacía el carrer de la Maigmona, de lo que se infiere que la zona debería ser algo relevante pues no se tiene constancia de ningún otro templo de este tipo en la antigua Huerta de Alicante.
San Juan fue reconquistado al mismo tiempo que Alicante por Alfonso X de Castilla hacia el 1246; la mezquita árabe fue consagrada a San Juan Bautista, dándose este nombre no solo a la iglesia sino también al poblado de alrededor, quedando en el recuerdo como nombre de la Torre de los Fernández de Mesa, conquistadores de San Juan. En agosto de 1304, las tierras alicantinas fueron incorporadas a la Corona de Aragón por la Sentencia Arbitral de Torrellas.
Los ataques piratas del siglo XVI, y en concreto el sanguinario episodio del pirata Dragut, obligaron a la construcción de diversas torres de vigía para defender y avisar de los ataques berberiscos.
En 1593, San Juan y Benimagrell (pequeña pedanía del municipio, hoy en día separada de San Juan por la Nacional 332) adquirieron la categoría de universidad, paso intermedio hacia la segregación del municipio de Alicante. Sin embargo, volvieron a ser absorbidos a la capital en 1619 por el "Tratado de Agregación y Concordia", según parece ante la incapacidad económica para afrontar los gastos de construcción del pantano de Tibi.
La expulsión de los moriscos en 1609 por Felipe III tuvo un efecto negativo en la agricultura y la industria, ramas en las que eran expertos los árabes. Muchas familias debieron emigrar, descendiendo críticamente el censo de la población.
En 1779, San Juan y Benimagrell obtuvieron definitivamente la independencia administrativa de Alicante. Según el primer trazado, el templo del monasterio de la Santa Faz quedaba dentro del límite de San Juan, pero este fue modificado dejando el monasterio perteneciente a Alicante.
A partir del siglo XVIII, se establecieron en su término nobles franceses, ingleses e italianos, así como familias de terratenientes y burgueses alicantinos atraídos por su clima, sus fértiles tierras y su cercanía a la playa y a la capital. Estas familias adineradas compraron las mejores zonas de cultivo y construyeron hermosas edificaciones, casas-palacio o simplemente quintas de recreo. Entre las edificaciones de la burguesía alicantina destacan Lo de Bellón, La Concepción, Manzaneta, Villa Ramona, Abril, La Dominica, Capucho, Villós, La Paz, Pedro José y un largo etcétera.
En 1812, durante la guerra de la Independencia, las tropas francesas, que no consiguieron conquistar la ciudad de Alicante, asesinaron a 29 vecinos de San Juan asaltando la iglesia y eremitorios de la huerta.
El rey Alfonso XII concedió el título de Villa a la Regia Universidad de San Juan y Benimagrell en 1885.
Hasta la reforma de la nomenclatura municipal de 1916 el municipio se llamaba simplemente San Juan. En dicha fecha su nombre fue modificado por el de San Juan de Alicante.
Durante la guerra civil española la localidad fue conocida como Villa Ascaso, en homenaje al anarquista Francisco Ascaso si bien su nombre aprobado por el ayuntamiento fue Villa Rusia de Alicante, aunque no tuvo validez legal.
En 1938, siendo alcalde Emilio Urios, se inauguró la traída de las aguas potables a la localidad y se construyó la fuente de la plaza de España, gracias a los presos que excavaron la conducción del agua.
A partir de la década de 1950 la localidad vio aumentar paulatinamente su población. En la década siguiente se construyó la circunvalación de la Nacional 332 que destruyó parte de Benimagrell y a partir de los años 1970 San Juan de Alicante empezó a expandirse por su término municipal, abandonándose poco a poco la agricultura.
Durante la democracia San Juan ha dado un gran impulso ya que su población ha aumentado considerablemente, se han llevado a cabo proyectos como la construcción del Hospital Universitario (1985), la inauguración de su parque municipal y su Casa de la Cultura (1993), y de la Facultad de Medicina de la Universidad Miguel Hernández de Elche (1989) o más recientemente el Centro Cultural (2011)

## Geografía humana

### Demografía
Cuenta con una población de 25 918 habitantes (INE 2024).
| Gráfica de evolución demográfica de San Juan de Alicante entre 1842 y 2021 |
| |
| Población de derecho según los censos de población del INE Población de hecho según los censos de población del INEEn este censo se denominaba San Juan y Beminagrell: 1842 En estos censos se denominaba San Juan: 1857, 1860, 1877, 1887, 1897, 1900 y 1910 En estos censos se denominaba San Juan de Alicante: 1920, 1930, 1940, 1950, 1960, 1970, 1981 y 1991 |

En el primer censo oficial de 1842, la población de San Juan era de 3773 habitantes. A finales del siglo XIX y principios del XX, el municipio fue un lugar de emigración, especialmente hacia las colonias francesas del norte de África. Así, en 1900 la población había descendido a los 3320 habitantes; en 1920 era de 2661. A partir de los años 20, la población aumentó paulatinamente, hasta presentar unas altas tasas de crecimiento demográfico desde las décadas de 1950-1960, debidas principalmente a la asimilación de San Juan a la conurbanización de Alicante como zona residencial: 3947 habitantes en 1950, 7202 en 1970; en 1994, tenía 10 522 habitantes, que pasaron a ser 21 681 habitantes según el padrón de enero de 2008, convirtiéndose en el 2.º municipio con mayor densidad de población de toda la provincia de Alicante (2250 hab/km²).

### Economía y servicios
Municipio cuyo sector económico principal era originalmente agrícola, las actividades económicas se han ido concentrando cada vez más hacia el sector terciario. Por ejemplo, la sede del alquiler de coches Goldcar optó por mudarse de Barcelona a San Juan en 2018.
El municipio presenta una importante red de centros comerciales y de ocio. En el casco urbano se encuentran numerosos comercios y restaurantes, y en los márgenes de la carretera de Valencia (la N-332) se ha creado una avenida comercial: grandes superficies, productos de alimentación, ropa, muebles, decoración, y un amplio espacio dedicado al ocio y el entretenimiento.
Su cercanía a Alicante (con la que se comunica por la N-332 y la A-7) y a la playa de San Juan (a 2 km), hace que la actividad económica de Sant Joan sea inseparable de la de la ciudad de Alicante y de la del resto de municipios del área metropolitana correspondiente. Un gran número de ciudadanos de San Juan trabaja en Alicante, en los comercios situados en el término municipal trabajan habitantes de poblaciones cercanas, y en las grandes superficies vienen consumidores de toda la comarca.

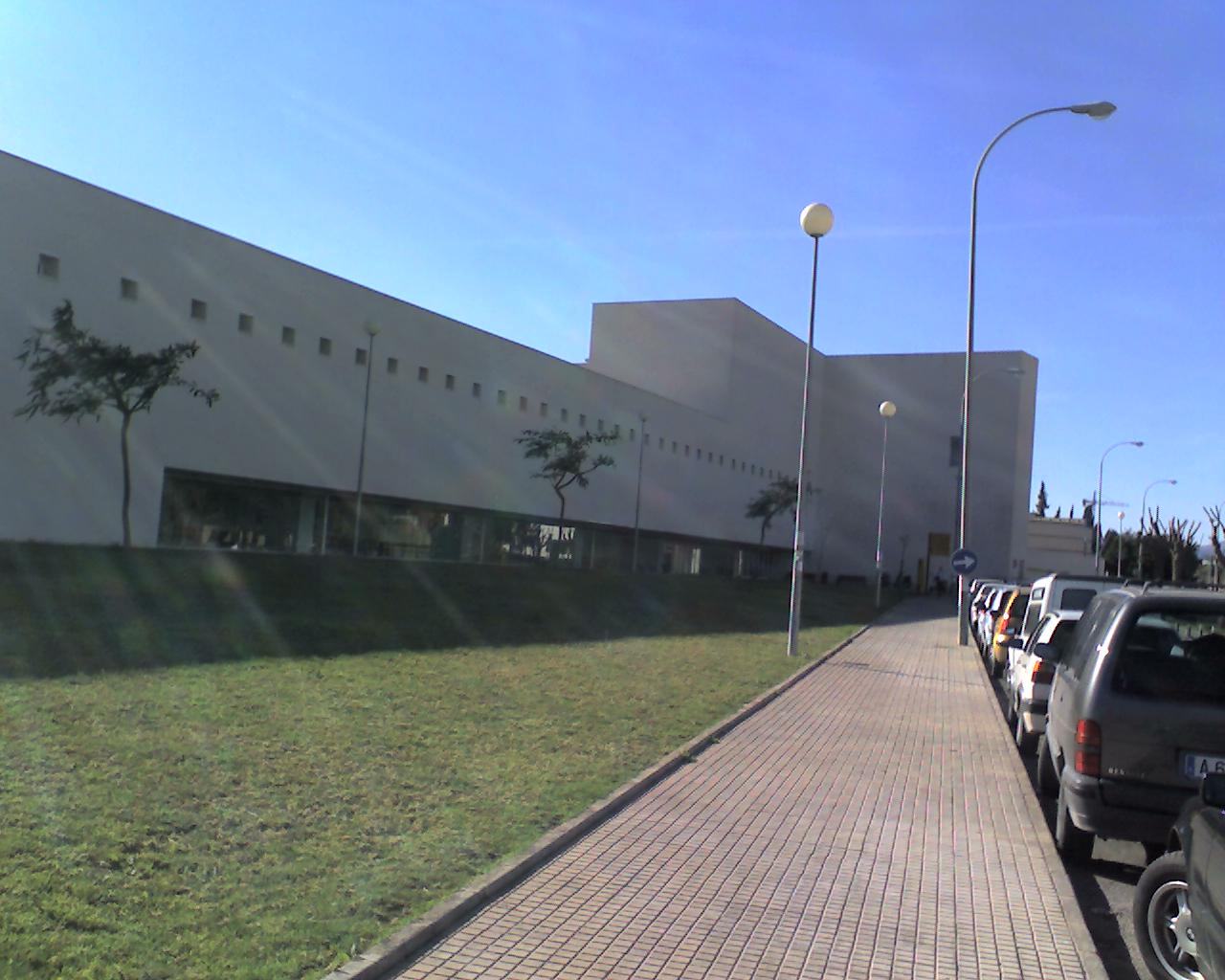
Facultad de Farmacia de la UMH en San Juan de Alicante

En el término municipal de San Juan de Alicante (al margen de la N-332), se halla el Hospital Universitario de San Juan de Alicante, uno de los más importantes de la provincia, que se encuentra formando un complejo con el Centro de Transfusiones de la Comunidad Valenciana y el campus de Ciencias de la Salud de la Universidad Miguel Hernández. En este último se encuentran las Facultades de Farmacia y de Medicina, y en él se imparten las carreras de Medicina, Farmacia, Fisioterapia, Terapia ocupacional y Podología; en dicho campus hay diversos centros investigadores, como el Instituto de Neurociencias y el Instituto de Investigación de Drogodependencias.
Cerca del campus del Hospital Universitario y también en el término municipal de San Juan de Alicante se encuentra el Centro Psiquiátrico, dependiente de la Diputación de Alicante.

## Símbolos
El escudo heráldico que representa al municipio fue aprobado oficialmente el 28 de abril de 2005 con el siguiente blasón:

Escudo cuadrilongo de punta redonda. Cortado. En el primer cuartel, en campo de azur, un Agnus Dei pasante de plata, con una banderita de plata cargada con la inscripción AGNUS DEI en letras de sable. Al segundo cuartel, de oro, cuatro palos de gules. Al timbre, corona real abierta.
Diario Oficial de la Comunidad Valenciana n.º 5012 de 24 de mayo de 2005

## Administración y política
| Elecciones municipales del 26 de mayo de 2019 |                   |       |         |            |            |
| Partido                                       | Candidato         | Votos | Votos   | Concejales | Concejales |
| Partido Popular                               | Santiago Roman    | 4513  | 38,18 % | 9          | 3          |
| Partido Socialista del País Valenciano-PSOE   | Esther Donate     | 4101  | 34,70 % | 8          | 1          |
| Vox                                           | Gema Alemán Pérez | 1284  | 10,86 % | 2          | 1          |
| Compromís                                     | Joan Ramón Gomis  | 967   | 8,18 %  | 2          | =          |
| Fuente: Ministerio del Interior (España).     |                   |       |         |            |            |

Desde la convocatoria de las primeras elecciones locales en 1979, tras la recuperación de la Democracia, seis alcaldes han ostentado la vara de mando en el municipio, más una interinidad en el año 1997. El regidor que más tiempo ha permanecido en el cargo ha sido Francisco Burillo Reyes, que fue alcalde durante dos etapas: en primer lugar de 1979 a 1983, ganando las elecciones con UCD. Cuatro años más tarde, recuperaría la alcaldía como cabeza de cartel del CDS, volviendo a ganar con los centristas en 1991. En otoño de ese mismo año, tanto el como los otros 6 concejales del Centro Democrático y Social pasaron a formar parte del Partido Popular, tras la grave crisis de la formación por el abandono de Adolfo Suárez. En 1997 el PP perdió una moción de censura contra Francesc de Paula Seva i Sala, quien fue apoyado por EU y Unitat del Poble Valencià, que había apoyado a Burillo tras las elecciones de 1995. Durante su mandato se acometieron proyectos como la Casa de Cultura, el Hospital Provincial, o el parque municipal.
El PSOE ha sido el partido que más tiempo ha gobernado la localidad. El primer regidor socialista fue Vicent Baeza, tras ganar las elecciones de 1983 por mayoría absoluta. Sin embargo, una fuerte crisis interna y el gran carisma de Francisco Burillo en la localidad les haría pasar a la oposición cuatro años después. Ya no recuperarían la alcaldía hasta 1997, año en el que Francesc de Paula Seva arrebató la alcaldía al PP tras la dimisión de Francisco Burillo poco antes de una moción de censura, quedando Antonio Sáez López como alcalde interino. Seva renunció a presentarse en 2007, abandonando la alcaldía tras 10 años de ejercicio, pasando la vara de mando a Edmundo Seva, de su mismo partido, tras repetir los socialistas con mayoría absoluta.
Tras las elecciones de mayo de 2011 Manuel Aracil, del PP, obtuvo 11 de los 21 concejales de la localidad. El PSOE perdió la alcaldía, obteniendo 7 concejales y pasando a la oposición.
Tras las elecciones de 2015 Aracil perdió la mayoría absoluta quedando con los mismos concejales que 12 años antes. El PSOE perdió dos concejales obteniendo su peor resultado desde 1987. La coalición Compromís obtuvo tres concejales y dos para Esquerra Unida, aumentando ambos en un concejal. El partido independiente Decisión Ciudadana, escindido en el último momento del Partido Popular obtuvo dos concejales, los mismos que Ciudadanos, quedando en manos de estos dos últimos partidos la llave para facilitar el acceso a la alcaldía a los dos partidos mayoritarios.
El 13 de junio de 2015 fue elegido con 12 votos el socialista Jaime Albero Gabriel con el apoyo de PSOE, Compromís, EU y Decisión Ciudadana, entrando todos ellos a formar parte del cuatripartito gobernante. Albero sería el más votado en las elecciones de mayo de 2019. Tras el pacto con Ciudadanos (que incorporaba a Decisión Ciudadana), se acordó repartir la alcaldía del municipio. Albero lo fue hasta 2021, y Santiago Román cogió el relevo hasta 2023.

### Alcaldes durante la Dictadura de Primo de Rivera (1923-1930 y 1931)
| Alcalde                  | Partido político | Año inicio | Año fin |
| ------------------------ | ---------------- | ---------- | ------- |
| Federico Seva Ivorra     | Unión Patriótica | 1923       | 1924    |
| Isidro Buades Torregrosa | Unión Patriótica | 1924       | 1929    |
| José Orts Pérez          | Unión Patriótica | 1929       | 1930    |
| Francisco Mira Soler     | Monárquico       | 1930       | 1931    |

### Alcaldes democráticos durante la II República (1931-1936) y Guerra Civil (1936-1939)
| Alcalde              | Partido político            | Año inicio | Año fin |
| -------------------- | --------------------------- | ---------- | ------- |
| Juan Sevila Sala     | Partido Republicano Radical | 1931       | 1936    |
| Emilio Urios Cortés  | Frente Popular              | 1936       | 1938    |
| Antonio Sala Llopis  | Frente Popular              | 1938       | 1939    |
| Andrés Carrión Martí | Frente Popular (interino)   | 1939       | 1939    |
| Rafael Ripoll Ruzafa | Frente Popular              | 1939       | 1939    |

### Alcaldes durante la Dictadura de Franco (1939-1975) y Transición (1975-1979)
| Alcalde                     | Año inicio | Año fin |
| --------------------------- | ---------- | ------- |
| José Sala Gosálbez          | 1939       | 1939    |
| Agustín Pastor Orts         | 1939       | 1940    |
| Salvador Rodríguez Buades   | 1940       | 1940    |
| José Sala Gosálbez          | 1940       | 1949    |
| Agustín Pastor Orts         | 1949       | 1966    |
| Rafael P. Carrillo Sala     | 1966       | 1971    |
| Juan Antonio Gosálbez Casar | 1971       | 1979    |

### Alcaldes democráticos (desde 1979)
| Alcalde                       | Partido político                        | Año inicio | Año fin  |
| ----------------------------- | --------------------------------------- | ---------- | -------- |
| Francisco Burillo Reyes       | Unión de Centro Democrático             | 1979       | 1983     |
| Vicent Baeza i Cardona        | Partido Socialista Obrero Español       | 1983       | 1987     |
| Francisco Burillo Reyes       | Centro Democrático y Social (1987-1991) | 1987       | 1997     |
| Francisco Burillo Reyes       | Partido Popular (1991-1997)             | 1987       | 1997     |
| Antonio Sáez López            | Partido Popular (interino)              | 1997       | 1997     |
| Francesc de Paula Seva i Sala | Partido Socialista Obrero Español       | 1997       | 2007     |
| Edmundo J. Seva García        | Partido Socialista Obrero Español       | 2007       | 2011     |
| Manuel Aracil Llorens         | Partido Popular                         | 2011       | 2015     |
| Jaime J. Albero Gabriel       | Partido Socialista Obrero Español       | 2015       | 2021     |
| Santiago Román Gómez          | Ciudadanos (2021-2023)                  | 2021       | Presente |
| Santiago Román Gómez          | Partido Popular (2023-Presente)         | 2021       | Presente |

La evolución en el reparto de los concejales por partidos políticos desde las elecciones municipales de 1979 es la siguiente:
| Evolución del número de concejales por partido            | Evolución del número de concejales por partido | Evolución del número de concejales por partido | Evolución del número de concejales por partido | Evolución del número de concejales por partido | Evolución del número de concejales por partido | Evolución del número de concejales por partido | Evolución del número de concejales por partido | Evolución del número de concejales por partido | Evolución del número de concejales por partido | Evolución del número de concejales por partido | Evolución del número de concejales por partido | Evolución del número de concejales por partido | Evolución del número de concejales por partido |
| Partido / Año                                             | Partido / Año                                  | 1979                                           | 1983                                           | 1987                                           | 1991                                           | 1995                                           | 1999                                           | 2003                                           | 2007                                           | 2011                                           | 2015                                           | 2019                                           | 2023                                           |
| --------------------------------------------------------- | ---------------------------------------------- | ---------------------------------------------- | ---------------------------------------------- | ---------------------------------------------- | ---------------------------------------------- | ---------------------------------------------- | ---------------------------------------------- | ---------------------------------------------- | ---------------------------------------------- | ---------------------------------------------- | ---------------------------------------------- | ---------------------------------------------- | ---------------------------------------------- |
| Partido Socialista Obrero Español                         |                                                | 2                                              | 7                                              | 4                                              | 6                                              | 6                                              | 9                                              | 8                                              | 11                                             | 7                                              | 5                                              | 7                                              | 8                                              |
| Alianza Popular / Partido Popular                         |                                                | -                                              | 1                                              | 2                                              | 1                                              | 7                                              | 6                                              | 7                                              | 8                                              | 11                                             | 7                                              | 6                                              | 9                                              |
| Unión de Centro Democrático / Centro Democrático y Social |                                                | 7                                              | -                                              | 10                                             | 7                                              | -                                              | -                                              | -                                              | -                                              | -                                              | -                                              | -                                              | -                                              |
| Partido Comunista / Esquerra Unida                        |                                                | 4                                              | -                                              | 1                                              | 1                                              | 2                                              | 1                                              | 1                                              | -                                              | 1                                              | 2                                              | -                                              | -                                              |
| Podemos                                                   |                                                | -                                              | -                                              | -                                              | -                                              | -                                              | -                                              | -                                              | -                                              | -                                              | -                                              | 1                                              | -                                              |
| UPV / Bloc / Coalició Compromís                           |                                                | -                                              | -                                              | -                                              | -                                              | 1                                              | 1                                              | 1                                              | 2                                              | 2                                              | 3                                              | 2                                              | 2                                              |
| Ciudadanos                                                |                                                | -                                              | -                                              | -                                              | -                                              | -                                              | -                                              | -                                              | -                                              | -                                              | 2                                              | 4                                              | -                                              |
| Vox                                                       |                                                | -                                              | -                                              | -                                              | -                                              | -                                              | -                                              | -                                              | -                                              | -                                              | -                                              | 1                                              | 2                                              |
| Independientes (*)                                        |                                                | -                                              | 5                                              | -                                              | 2                                              | 1                                              | -                                              | -                                              | -                                              | -                                              | 2                                              | -                                              | -                                              |
| TOTAL                                                     |                                                | 13                                             | 13                                             | 17                                             | 17                                             | 17                                             | 17                                             | 17                                             | 21                                             | 21                                             | 21                                             | 21                                             | 21                                             |

(*) En las elecciones de 1983 obtuvo 5 concejales el partido San Juan Independiente. En 1991 dos concejales fueron para el Grupo Independiente de San Juan. En los comicios municipales de 1995 Unión Democrática Independiente logró un representante. En 2015, obtuvo dos concejales el partido de Decisión Ciudadana.

## Actividad cultural
San Juan de Alicante dispone de un amplio abanico de actividades culturales, siendo la Casa de la Cultura el lugar de encuentro de buena parte de ellas desde 1993. La oferta cultural se renueva mensualmente en sus actividades teatrales, cinematográficas, danza,musicales... siendo un referente en la comarca y provincia Alicantina.
Entre sus programas anuales más importantes destaca el Festival de Cine de San Juan de Alicante, dirigido en la actualidad por Toni Cristóbal y organizado por el ayuntamiento de San Juan de Alicante y el IES Luis García Berlanga. El Festival de Cine de San Juan de Alicante, fundado en el año 2001 por Juan Ramón Roca, cuenta con 18 ediciones y actualmente está reconocido como uno de los 30 mejores festivales de cine de España gracias a la certificación de la Academia de las artes y las ciencias cinematográficas de España como festival colaborador de los premios Goya, y al sello de calidad otorgado por de la Asociación de la Industria del cortometraje (AIC). Destaca también su Filmoteca,referente en la provincia de Alicante, adjunta al festival de cine, fundada en 2008 por Javier Ballesteros (director del festival de cine desde 2011 hasta 2016). Otro punto de encuentro cultural relevante es la “Nit Jove” (noche joven) (un programa de ocio alternativo que cuenta con una participación de miles de jóvenes cada año). También es de destacar el paseo por la huerta llamado "El Paseo por la Huerta", organizado anualmente por la Asociación Cultural Lloixa.
También destacan otros proyectos culturales como Nos Movemos, Petit Teatre, el Certamen Nacional de Pintura de San Juan de Alicante, entre muchos otros.
Durante el mes de agosto se celebra La Noche en Vela de Sant Joan d'Alacant, un evento cultural que ha ganado gran popularidad en los últimos años. El municipio se ilumina con miles de velas, creando una atmósfera única que atrae a numerosos visitantes. La programación incluye música en vivo, danza, gastronomía local y actividades para toda la familia, consolidándose como una de las citas más destacadas del verano en la provincia de Alicante.

## Monumentos y patrimonio local
De la localidad de San Juan de Alicante podemos destacar las siguientes edificaciones:
Dentro del patrimonio religioso destaca:
- Iglesia de San Juan Bautista: construida sobre la primera iglesia que a su vez se alzó sobre la mezquita mayor previa a 1315. Destaca la fachada barroca de la capilla del Stmo. Cristo de la Paz y la imponente fachada principal rematada por dos torres con teja azul vidriada. En su interior se halla el retablo de la Sagrada Familia de Antonio de Villanueva, del siglo XVIII.  Sufrió graves daños durante la Guerra Civil pero tras ésta recuperó su esplendor pasado. Fue restaurada a mediados de los años 80. En su interior se veneran, entre otras, las imágenes de San Juan Bautista, la  Virgen del Rosario y la del Santísimo Cristo de la Paz. También conserva una réplica del arca de la Santa Faz donde el cura del pueblo Mosén Pedro Mena guardó la venerada reliquia sanjuanera en 1489.
- Ermita de Santa Ana: levantada a finales del siglo XVI como ermita de la finca Salafranca. Posee dos cúpulas de media naranja separadas por un arco que le dan un aspecto singular. Tras ser cedida al ayuntamiento, en 1996 fue restaurada y habilitada al culto. El 26 de julio se celebra misa.
- Ermita del Calvario: se levanta sobre el cerro del mismo nombre. Es una edificación del siglo XVIII concebida como última estación del viacrucis que allí se alzaba (hoy desaparecido). En 1936 fueron incendiadas sus puertas y se decidió salvaguardar las imágenes de su interior. Fue restaurada tras la guerra pero fue cayendo en el olvido y deteriorándose rápidamente hasta que en 2007 fue rehabilitada por el ayuntamiento.
- Ermita de San Roque: situada en el núcleo urbano de Benimagrell. Esta ermita es la más antigua de la localidad. Conserva sus bóvedas ojivales, nervaduras góticas. Es visible un medallón con el escudo del rey Jaime I el Conquistador. Fue restaurada en los años 1980. Se celebra misa todos los domingos.
- Ermita de la Virgen del Loreto: se levanta en la calle Ramón de Campoamor, frente al colegio Lo Romero. Ermita muy vinculada a la localidad vecina de Muchamiel. En el lugar donde se alza se produjo en 1545 el Milagro de la Lágrima durante una rogativa por la lluvia. El propietario de las tierras, Joan Nomdedéu cedió el terreno para levantar una pequeña cruz y posteriormente esta ermita. En 1995 fue restaurada y abierta al culto cada 17 de abril y 17 de diciembre.
- Ermita de la Virgen del Rosario: es la ermita más moderna del pueblo y se levantó en 1995 en la partida del Fabraquer en sustitución de la primitiva ermita destruida en la guerra civil española y que fue anexionada posteriormente a la finca Abril. La nueva ermita fue construida en dos años con el esfuerzo de los vecinos de la zona. Se celebra misa cada domingo y los sábados en verano.
- Ermita de Ansaldo: anexa a la casa y torre defensiva del mismo nombre, en el antiguo barrio del Parque Ansaldo. En su interior se observan pinturas representando a lo que parece ser la Justicia Divina y varios angelotes. Se encuentra dividida en dos por un arco de medio punto. Está pendiente de restauración.

Existieron otras ermitas públicas como la de San José que fue derribada en los años '60. Entre las ermitas privadas destacan las de Palmeretes, Lo de Bellón, Torre Juana, Villa Flora y una gran cantidad de capillas y oratorios privados.
Dentro de la arquitectura defensiva-militar destacan las Torres de Defensa de la Huerta de Alicante catalogadas como Bien de Interés Cultural. En San Juan se sitúan las siguientes:
- Casa-Torre de Ansaldo: de principios del siglo XVI. Tiene forma prismática y aún se observan las aspilleras en sus fachadas. Tiene un tejado a dos aguas añadido a principios del siglo XX. La casa señorial es del siglo XVII.
- Torre de la Cadena: situada junto al Hospital. Edificación del siglo XVII levantada sobre plinto. Está toda construida a base de sillares.
- Torre Salafranca: levantada en el siglo XVI a base de sillares. Posee un talud en su parte inferior y un escudo en la fachada de la casa anexa. Fue restaurada recientemente.
- Torre Bonanza: próxima a Torre Salafranca. Sus orígenes se pierden en el tiempo. Su fisionomía es del siglo XV aunque es probable que sus orígenes se remonten a la época de los árabes. Ha sido restaurada recientemente, recuperando un aspecto muy cercano al original.
- Torre del Bosch: de principios del siglo XVI. Construida de mampostería con sillares en las esquinas. Restaurada en los años '60 y de nuevo recientemente. En la actualidad se usa como sala de banquetes.
- Torre Juana: próxima a la Torre del Bosch. Es la más alta del municipio. Probablemente sea del siglo XVI, aunque sus modificaciones hacen difícil su datación visual. Se encuentra sobre el límite entre San Juan y Alicante.

Existieron muchas más torres defensivas en el pueblo como la Torre Cotella, Torre de la Maigmona o la Torre de Juan Senia entre otras, pero fueron derribadas, algunas de ellas recientemente.
Entre las edificaciones de la burguesía alicantina destacan Lo de Bellón, La Concepción, Manzaneta, Villa Ramona, Abril, La Dominica, Capucho, Villós, La Paz, Pedro José y un largo etcétera.

### Patrimonio inmaterial
Las fiestas mayores se celebran en Honor al Santísimo Cristo de la Paz, del 12 al 16 de septiembre:
El día 12 tiene lugar el gran desfile de entrada de peñas que transcurre por la Av. Jaime I, La Rambla y finaliza en la plaza de España, enfrente del Ayuntamiento. A las 12 en punto de la noche, tradicional Alborada, y a continuación pregón anunciador de las fiestas a cargo de la Reina del año anterior. Este año, 2012, se recupera la tradición de que el pregonero sea una persona reconocida del municipio por su labor y entrega en el entorno sociocultural o deportivo. De ahí que se haya optado por D. Juan José Rubio para este año 2012. Sus 38 años como presidente del Club Ciclista de Sant Joan lo avalan, así como su labor como directivo en el Grupo Club Deportivo San Juan. A la conclusión del pregón, se dispara un ramillete de fuegos artificiales.

El día 13 se realizan actividades y juegos para los niños durante todo el día. Al atardecer comienza la ofrenda de flores al Stmo. Cristo de la Paz. Por la noche un espectáculo de luz y sonido con elementos de fuego y una mascletá nocturna.

El día 14 es el Día Mayor. Al mediodía se dispara la gran mascletá. Por la tarde se realiza la solemne procesión en la que el Stmo. Cristo de la Paz va acompañado por miles de devotos en triunfal recorrido por las calles de la villa, disparándose fuegos artificiales a la salida y a la entrada del Stmo. Cristo.

El día 15 siguen las actividades para los más pequeños, realizándose un concurso de disfraces por la tarde, en el que todos los niños que participan se llevan un regalo. Igualmente por la noche hay un gran desfile de disfraces para mayores, organizado por la Junta de Peñas de San Juan.

El día 16 culminan las fiestas con un desfile de carrozas.
La organización de la fiesta corre a cargo de la concejalía de fiestas, de la comisión de fiestas y de la junta de peñas, la cual representa a todas las peñas del pueblo.
Otros días relacionados con la Fiesta son:
- Elección de las Reinas y Damas del Cristo mayores e infantiles en el mes de marzo.
- Concurso nacional del cartel anunciador del libro de fiestas en mayo.
- El segundo sábado de julio se celebra el día de los peñistas haciendo una "bañá" y luego una cena.
- Coronación y presentación de las Reinas y Damas de las fiestas el último fin de semana de agosto.
- Concurso de paellas entre las peñas el domingo anterior a las fiestas.

También se celebran las Hogueras de San Juan, típicas de Alicante, del 20 al 24 de junio, el Carnaval, las fiestas de Benimagrell en honor a san Roque, las de Fabraquer en honor a la Virgen del Rosario y la de varios barrios del pueblo.

## Gastronomía

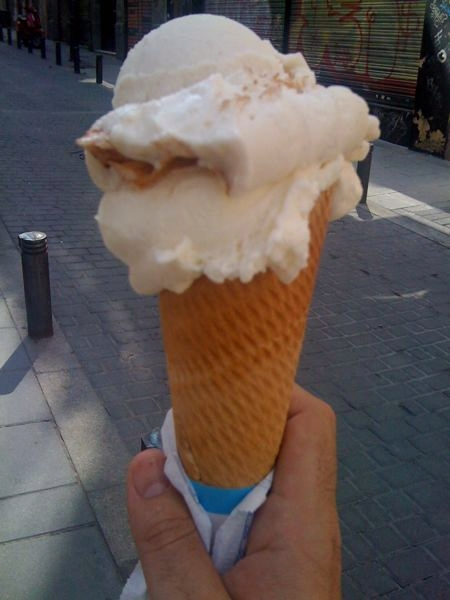
Un helado de leche merengada.

La gastronomía típica de San Juan de Alicante está basada en los orígenes de un pueblo que tradicionalmente fue agricultor, por lo que empleó los productos de su huerta en la alimentación diaria de sus gentes y que con el tiempo se ha convertido en la "Cocina" de siempre. El plato más típico es la paella, puede ser arroz "con magro y verduras", el arroz "en seba" con cebolla y patatas, "el de después del cocido" con todas sus sobras y el rey de toda la Huerta de Alicante: el arroz "en costra". Otra receta de arroz sería la Olleta, que es un arroz caldoso de verduras cocinado en una olla; también tenemos el "Bollitori" con patata, bacalao, tomate y cebolla, y por supuesto el "Llegumet".
En cuanto a repostería, nos encontramos con la "coca de San Juan" de atún y cebolla, cubierta. Y descubierta tenemos: coca con pimiento, tomate y sardinas o con el rico embutido sanjuanero (longaniza y morcilla de sangre). Para desayunar tenemos la "coca de mollitas" y para merendar los rollos de anís o de huevo, la "coca boba" y la tarta de almendras. En cuanto a las bebidas más típicas corresponden a los refrescos veraniegos como son la horchata de almendras, el café granizado, el limón granizado, la "leche preparada (con canela y limón)" y el agua de cebada. Provincia heladera de toda España, de entre los autóctonos destacan los de mantecado, turrón, leche merengada y limón.